# داستان جنایت (فیلم ۲۰۲۱)
داستان جنایت (به انگلیسی: Crime Story) یک فیلم جنایی-درام و دلهره‌آور آمریکایی محصول سال ۲۰۲۱ به نویسندگی و کارگردانی آدام لیپسیوس با بازی ریچارد درایفس و میرا سوروینو است.
این فیلم در ۱۳ اوت ۲۰۲۱ (۲۲ مرداد ۱۴۰۰) در سینماها و پلتفرم‌های دیجیتال و بر اساس تقاضا منتشر شد.

## داستان
بن مایرز (ریچارد درایفس)، رئیس سابق مافیا، پس از اینکه هدف سرقت از خانه‌اش قرار می‌گیرد، دست به انتقامی مرگبار می‌زند. سارقان فکر می‌کنند تمام فیلم دوربین‌های خانه را گرفته‌اند، اما مایرز دوربینی پنهان کرده که کل سرقت را ضبط می‌کند. سپس مایرز با کمک برخی از آشنایانی که از خود به جا گذاشته، خلافکاران را ردیابی می‌کند. با این حال، وقتی خانواده‌اش درگیر این ماجرا می‌شوند، او باید سرانجام با عواقب گذشته تاریک خود روبرو شود.

## ساخت
فیلمبرداری در فوریه و مارس سال ۲۰۱۹ (زمستان ۱۳۹۷) در ساوانا (جورجیا) انجام شد.

## بازخوردها
در وب‌سایت جمع‌آوری نقد و بررسی راتن تومیتوز، این فیلم بر اساس رای ۱۵ منتقد، امتیاز ۲۰٪ و میانگین امتیاز ۴٫۱ از ۱۰ را کسب کرده است.